# 罗宾逊拱门

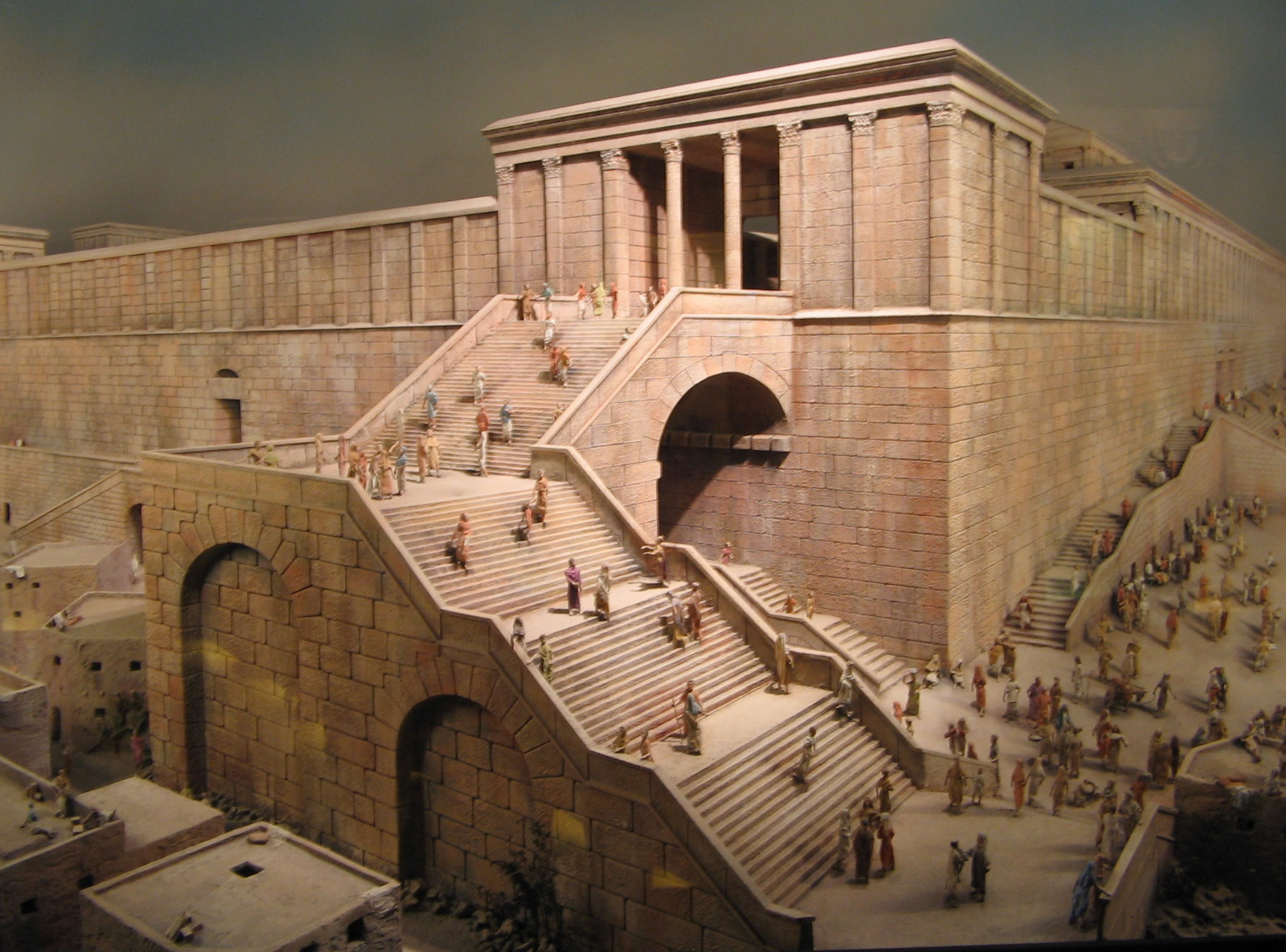
模型

罗宾逊拱门 （希伯来语：קשת רובינסון；英语：Robinson's Arch）是指坐落在圣殿山西南角，一个巨大的台阶和一个非常宽的石拱门的遗址。它由大希律王建于公元前1世纪末，是第二圣殿的扩建部分。最近的研究结果表明，罗宾逊拱门在大希律王去世后至少20年才得以建成。这座宏伟的石砌建筑与圣殿山的挡土墙一同建造。它连接古代耶路撒冷下部的市场区域和山上的皇家柱廊建筑群。罗宾逊拱门在犹太战争期间被摧毁，距离建成后只有几十年。
罗宾逊拱门得名于在1838年确定此遗址的圣经学者爱德华·罗宾逊。在20世纪后半叶的发掘揭示了它的用途。今天，其幸存部分对公众开放，位于耶路撒冷考古公园内。由于毗邻耶路撒冷的西墙，一部分也被一些团体用作祷告的地方。